# Pon-Karidjatou Traoré
Pour les articles homonymes, voir Traoré.
Pon-Karidjatou Traoré connue aussi sous le nom de Kadidiatou Traoré, née le 9 janvier 1986, est une athlète burkinabé.

## Carrière
Elle est médaillée de bronze du relais 4 × 100 mètres aux Championnats d'Afrique junior 2005 et aux Jeux de la Francophonie 2005. Elle est médaillée de bronze du 100 mètres aux Jeux africains de 2015.